# Mickaël Marteau
Mickaël Marteau (Nantes, 28 de septiembre de 1992) es un deportista francés que compitió en remo. Ganó una medalla de bronce en el Campeonato Europeo de Remo de 2016, en la prueba de cuatro sin timonel.

## Palmarés internacional
| Campeonato Europeo | Campeonato Europeo     | Campeonato Europeo | Campeonato Europeo |
| Año                | Lugar                  | Medalla            | Prueba             |
| ------------------ | ---------------------- | ------------------ | ------------------ |
| 2016               | Brandeburgo (Alemania) | Medalla de bronce  | Cuatro sin timonel |